# Emre Can Yesilöz
Emre Can Yesilöz (* 29. Juni 2003) ist ein österreichischer Fußballspieler.

## Karriere
Yesilöz begann seine Karriere beim SC Wiener Neustadt. Im Februar 2017 wechselte er in die Jugend des FC Admira Wacker Mödling, bei dem er ab der Saison 2017/18 auch sämtliche Altersstufen in der Akademie durchlief. Zur Saison 2021/22 rückte er in den Kader der Amateure der Admira. Für diese kam er insgesamt zu drei Einsätzen in der Regionalliga. Nach der Saison 2021/22 stellte Admira II allerdings den Spielbetrieb ein. Nach einem halben Jahr Pause für Yesilöz wurde er im Jänner 2023 an den viertklassigen SV Gloggnitz verliehen. Für Gloggnitz absolvierte er bis Saisonende 13 Spiele in der Landesliga, in denen er dreimal traf.
Zur Saison 2023/24 kehrte Yesilöz wieder zur Admira zurück, die inzwischen wieder mit einer Amateurmannschaft in der fünften Liga an den Start ging. Im Dezember 2023 debütierte er dann für die Profis der Niederösterreicher in der 2. Liga, als er am 16. Spieltag jener Saison gegen den SV Stripfing in der 80. Minute für Georg Teigl eingewechselt wurde.